# Ganbare Goemon 3: Shishijūrokubē no Karakuri Manji Gatame
Ganbare Goemon 3: Shishijūrokubē no Karakuri Manji Gatame (がんばれゴエモン3～獅子重禄兵衛のからくり卍固め～?) es un videojuego de la Serie Ganbare Goemon publicado para Super Famicom, siendo el tercero para esa consola. El título presenta los esfuerzos del protagonista Goemon por rescatar al Hombre Sabio, que ha sido encerrado por la monja Bismaru en un futuro lejano. El juego es el primero de la serie en el que todos los componentes del clásico cuarteto (Goemon, Ebisumaru, Sasuke y Yae) son jugables, se introducen las habilidades mágicas de los cuatro personajes (el Impacto súbito de Goemon o la magia de la Sirena de Yae, por ejemplo) y también es el primer título de la serie principal en el que Yae es un personaje jugable.
Esta entrega se aparta radicalmente de los otros títulos de la serie, que estaban organizados en niveles y mundos. En este caso, las áreas están totalmente interconectadas, de forma similar a la serie The Legend of Zelda, incluyendo el uso de ciertos ítems para poder llegar a ciertas áreas inaccesibles.